# 巻蒸

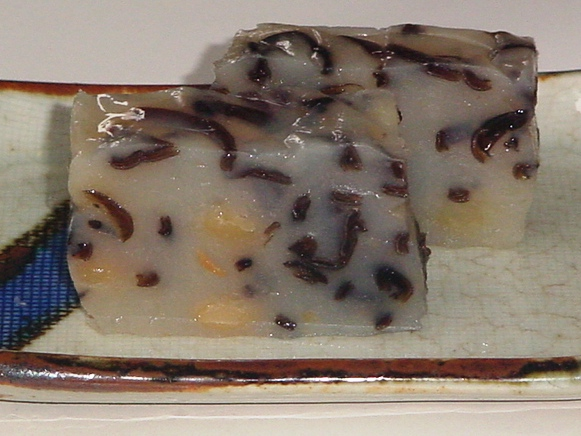
切り分けた巻蒸

巻蒸（けんちん）は、葛粉を素材とし、キクラゲなどの素材を入れて蒸した、大分県中津市の和菓子である。

## 概要
和菓子としては珍しい、繊切りのキクラゲが使われているのが特徴。半透明の中に、具が浮いて見え、一見すると煮こごりにも見えるが、控えめな甘さとキクラゲ独特のコリコリした食感を持つ菓子である。
中津市では慶弔時の菓子として広く使われており、昔は祝い事がある家には近隣の住民や料理人が泊まり込んで作ったものだという
。
現在では各和菓子店が製造しているほか、家庭で作ることもある。店では羊羹のような直方体に切り分けて棹菓子として販売される。
水で戻して柔らかく煮た十六豆、キクラゲ、銀杏、栗などの具を湯で煮、砂糖とくず粉を加えて練り、さらに少量の小麦粉を加えながら粘りを出した上でセイロに入れ銀杏をまぶし1時間ほど蒸す。その後常温になるまでじっくり冷ましてから一晩寝かせる。家庭によっては、塩や醤油などを加えて、好みの味に作る場合もある。

## 歴史
江戸時代に、中津藩出身の医師である田中信平（田信）が長崎で蘭学を学んだ際に目にした清国伝来の料理をもとに、中津の菓子匠が創意工夫を加えて作り上げたものとされる。
田中信平は1784年(天明4年)に料理書『卓子式』を著し、当時長崎で出されていた普茶料理の製法を記録している。当時日本で食されていた中華料理は福建省の仏教を通じて伝わった普茶料理であり、その一品に「巻繊」（けんちん）という野菜やキノコを細かく切って煮た後にあんかけにした料理がある。この葛の比率を高め、冷まして固めると外観は似たものになる。
長崎の卓袱料理にも「巻蒸」（けんちん）があるが、明治28年に出版された『実用料理法』に記載されている巻蒸の例では、イセエビをゆでて身をほぐし、煮たキクラゲ、笹掻きゴボウ、銀杏とともに、薄焼き卵で巻いて、油で揚げたものとなっており、かなり様相が異なる。
甘味本陣の巻蒸は、1971年に行われた第18回大分県観光土産新作展に出品され、県知事賞を受賞している。